# Philonotis plana
Philonotis plana là một loài rêu trong họ Bartramiaceae. Loài này được Dixon & Herzog mô tả khoa học đầu tiên năm 1937.